# Davy Klaassen
Davy Klaassen (sinh ngày 21 tháng 2 năm 1993) là một cầu thủ bóng đá người Hà Lan hiện thi đấu ở vị trí tiền vệ tấn công cho câu lạc bộ Serie A Inter Milan và đội tuyển quốc gia Hà Lan.

## Thống kê sự nghiệp

### Câu lạc bộ
Tính đến ngày 12 tháng 11 năm 2022
| Club          | Season       | League         | League | League | National cup | National cup | League cup | League cup | Continental | Continental | Other | Other | Total | Total |
| Club          | Season       | Division       | Apps   | Goals  | Apps         | Goals        | Apps       | Goals      | Apps        | Goals       | Apps  | Goals | Apps  | Goals |
| ------------- | ------------ | -------------- | ------ | ------ | ------------ | ------------ | ---------- | ---------- | ----------- | ----------- | ----- | ----- | ----- | ----- |
| Ajax          | 2011–12      | Eredivisie     | 4      | 1      | 0            | 0            | —          | —          | 3           | 0           | 0     | 0     | 7     | 1     |
| Ajax          | 2012–13      | Eredivisie     | 2      | 0      | 0            | 0            | —          | —          | 0           | 0           | 1     | 0     | 3     | 0     |
| Ajax          | 2013–14      | Eredivisie     | 26     | 10     | 5            | 0            | —          | —          | 5           | 1           | 0     | 0     | 36    | 11    |
| Ajax          | 2014–15      | Eredivisie     | 30     | 6      | 3            | 0            | —          | —          | 10          | 2           | 1     | 0     | 44    | 8     |
| Ajax          | 2015–16      | Eredivisie     | 31     | 13     | 0            | 0            | —          | —          | 10          | 2           | 0     | 0     | 41    | 15    |
| Ajax          | 2016–17      | Eredivisie     | 33     | 14     | 0            | 0            | —          | —          | 17          | 6           | 0     | 0     | 50    | 20    |
| Ajax          | Total        | Total          | 126    | 44     | 8            | 0            | —          | —          | 45          | 11          | 2     | 0     | 181   | 55    |
| Jong Ajax     | 2013–14      | Eerste Divisie | 6      | 1      | —            | —            | —          | —          | —           | —           | —     | —     | 6     | 1     |
| Everton       | 2017–18      | Premier League | 7      | 0      | 0            | 0            | 1          | 0          | 8           | 0           | —     | —     | 16    | 0     |
| Werder Bremen | 2018–19      | Bundesliga     | 33     | 5      | 5            | 2            | —          | —          | —           | —           | —     | —     | 38    | 7     |
| Werder Bremen | 2019–20      | Bundesliga     | 33     | 7      | 4            | 2            | —          | —          | —           | —           | 2     | 0     | 39    | 9     |
| Werder Bremen | 2020–21      | Bundesliga     | 3      | 0      | 1            | 0            | —          | —          | —           | —           | —     | —     | 4     | 0     |
| Werder Bremen | Tổng cộng    | Tổng cộng      | 69     | 12     | 10           | 4            | —          | —          | —           | —           | 2     | 0     | 81    | 16    |
| Ajax          | 2020–21      | Eredivisie     | 29     | 12     | 5            | 1            | —          | —          | 12          | 3           | —     | —     | 46    | 15    |
| Ajax          | 2021–22      | Eredivisie     | 31     | 9      | 5            | 1            | —          | —          | 7           | 1           | 1     | 0     | 44    | 11    |
| Ajax          | 2022–23      | Eredivisie     | 14     | 3      | 0            | 0            | —          | —          | 5           | 1           | 1     | 0     | 20    | 4     |
| Ajax          | Total        | Total          | 74     | 24     | 10           | 2            | —          | —          | 24          | 5           | 2     | 0     | 110   | 30    |
| Career total  | Career total | Career total   | 282    | 81     | 28           | 6            | 1          | 0          | 77          | 16          | 6     | 0     | 393   | 102   |

1. ↑  Two appearances in UEFA Champions League, one appearance in UEFA Europa League
2. 1 2 3 4  Appearance in Johan Cruyff Shield
3. ↑  Three appearances and one goal in UEFA Champions League, two appearances in UEFA Europa League
4. ↑  Six appearances and two goals in UEFA Champions League, four appearances in UEFA Europa League
5. ↑  Two appearances and two goals in UEFA Champions League, eight appearances in UEFA Europa League
6. ↑  Four appearances and four goals in UEFA Champions League, thirteen appearances and two goals in UEFA Europa League
7. ↑  Appearance(s) in UEFA Europa League
8. ↑  Appearance(s) in Bundesliga relegation play-offs
9. ↑  Six appearances in UEFA Champions League, six appearances and three goals in UEFA Europa League
10. 1 2  Appearance(s) in UEFA Champions League

### Quốc tế
Tính đến ngày 27 tháng 3 năm 2023
| Đội tuyển quốc gia | Năm       | Trận | Bàn |
| ------------------ | --------- | ---- | --- |
| Hà Lan             | 2014      | 1    | 0   |
| Hà Lan             | 2015      | 3    | 1   |
| Hà Lan             | 2016      | 7    | 2   |
| Hà Lan             | 2017      | 5    | 1   |
| Hà Lan             | 2020      | 3    | 0   |
| Hà Lan             | 2021      | 12   | 4   |
| Hà Lan             | 2022      | 8    | 2   |
| Hà Lan             | 2023      | 2    | 0   |
| Tổng cộng          | Tổng cộng | 41   | 10  |

Bàn thắng và kết quả của Hà Lan được để trước.
| #  | Ngày                 | Địa điểm                                           | Đối thủ     | Bàn thắng | Kết quả | Giải đấu                      |
| -- | -------------------- | -------------------------------------------------- | ----------- | --------- | ------- | ----------------------------- |
| 1  | 31 tháng 3 năm 2015  | Amsterdam Arena, Amsterdam, Hà Lan                 | Tây Ban Nha | 2–0       | 2–0     | Giao hữu                      |
| 2  | 7 tháng 10 năm 2016  | De Kuip, Rotterdam, Hà Lan                         | Belarus     | 3–1       | 4–1     | Vòng loại FIFA World Cup 2018 |
| 3  | 9 tháng 11 năm 2016  | Amsterdam Arena, Amsterdam, Hà Lan                 | Bỉ          | 1–0       | 1–1     | Giao hữu                      |
| 4  | 4 tháng 6 năm 2017   | De Kuip, Rotterdam, Hà Lan                         | Bờ Biển Ngà | 4–0       | 5–0     | Giao hữu                      |
| 5  | 24 tháng 3 năm 2021  | Sân vận động Olympic Atatürk, Istanbul, Thổ Nhĩ Kỳ | Thổ Nhĩ Kỳ  | 1–3       | 2–4     | Vòng loại FIFA World Cup 2022 |
| 6  | 1 tháng 9 năm 2021   | Sân vận động Ullevaal, Oslo, Na Uy                 | Na Uy       | 1–1       | 1–1     | Vòng loại FIFA World Cup 2022 |
| 7  | 7 tháng 9 năm 2021   | Johan Cruyff Arena, Amsterdam, Hà Lan              | Thổ Nhĩ Kỳ  | 1–0       | 6–1     | Vòng loại FIFA World Cup 2022 |
| 8  | 8 tháng 10 năm 2021  | Sân vận động Daugava, Riga, Latvia                 | Latvia      | 1–0       | 1–0     | Vòng loại FIFA World Cup 2022 |
| 9  | 11 tháng 6 năm 2022  | De Kuip, Rotterdam, Hà Lan                         | Ba Lan      | 1–2       | 2–2     | UEFA Nations League 2022–23   |
| 10 | 21 tháng 11 năm 2022 | Sân vận động Al Thumama, Doha, Qatar               | Sénégal     | 2–0       | 2–0     | FIFA World Cup 2022           |

## Danh hiệu
Ajax
- Eredivisie: 2011–12, 2012–13, 2013–14, 2020–21, 2021–22[5]
- KNVB Cup: 2020–21;[6]
- Johan Cruyff Shield: 2013, 2019

Inter Milan
- Serie A: 2023–24[7]
- Supercoppa Italiana: 2023[8]